# Lista nagród i nominacji Margaret
Artykuł przedstawia listę nagród oraz nominacji zdobytych przez polską piosenkarkę Margaret.
Pierwszą nagrodą, którą Margaret otrzymała po swoim debiucie fonograficznym w 2013 było 5 tysięcy koron szwedzkich za zajęcie 2. miejsca podczas Bałtyckiego Festiwalu Piosenki 2013 w szwedzkim mieście Karlshamn, gdzie reprezentowała Polskę.
Artystka została laureatką takich nagród jak MTV Europe Music Awards, Kids’ Choice Awards, Eska Music Awards czy SuperJedynki. Zdobyła również wiele nominacji, w tym m.in. do Fryderyka, Wiktorów i Telekamer.

## Lista nagród i nominacji

### MTV Europe Music Awards
| Rok  | Kategoria                            | Rezultat  |
| ---- | ------------------------------------ | --------- |
| 2013 | Najlepszy polski wykonawca           | Nominacja |
| 2015 | Najlepszy polski wykonawca           | Wygrana   |
| 2015 | Najlepszy światowy wykonawca: Europa | Nominacja |
| 2016 | Najlepszy polski wykonawca           | Wygrana   |
| 2017 | Najlepszy polski wykonawca           | Nominacja |
| 2018 | Najlepszy polski wykonawca           | Wygrana   |
| 2020 | Najlepszy polski wykonawca           | Wygrana   |
| 2021 | Najlepszy polski wykonawca           | Nominacja |

### Nagroda Muzyczna „Fryderyk”
| Rok  | Kategoria                                        | Rezultat  |
| ---- | ------------------------------------------------ | --------- |
| 2019 | Nagroda publiczności – Przebój roku („Byle jak”) | Nominacja |
| 2020 | Album roku pop (Gaja Hornby)                     | Nominacja |
| 2020 | Nagroda publiczności – Przebój roku („Tempo”)    | Nominacja |
| 2021 | Teledysk roku („Reksiu”)                         | Nominacja |

### Eska Music Awards
| Rok  | Kategoria                                               | Rezultat  |
| ---- | ------------------------------------------------------- | --------- |
| 2013 | Najlepsza artystka                                      | Nominacja |
| 2013 | Najlepszy hit („Thank You Very Much”)                   | Nominacja |
| 2013 | Najlepszy debiut                                        | Nominacja |
| 2013 | Eska TV Award – Najlepsze video („Thank You Very Much”) | Wygrana   |
| 2014 | Eska TV Award – Najlepsze video („Wasted”)              | Nominacja |
| 2015 | Najlepsza artystka                                      | Wygrana   |
| 2015 | eskaGO Award – Najlepszy artysta w sieci                | Wygrana   |
| 2016 | Najlepsza artystka                                      | Nominacja |
| 2016 | Najlepszy hit („Cool Me Down”)                          | Nominacja |
| 2016 | eskaGO Award – Najlepszy artysta w sieci                | Wygrana   |
| 2017 | eskaGO Award – Najlepszy artysta w sieci                | Wygrana   |

### SuperJedynki
| Rok  | Kategoria                   | Rezultat  |
| ---- | --------------------------- | --------- |
| 2014 | SuperArtysta bez granic     | Wygrana   |
| 2015 | SuperArtystka               | Nominacja |
| 2015 | SuperAlbum (Add the Blonde) | Nominacja |

### TOPtrendy
| Rok  | Kategoria                                        | Rezultat   |
| ---- | ------------------------------------------------ | ---------- |
| 2012 | Artysta Trendy                                   | Nominacja  |
| 2013 | Największe przeboje roku („Thank You Very Much”) | Nominacja  |
| 2014 | Cyfrowa Piosenka Roku („Thank You Very Much”)    | 3. miejsce |
| 2014 | Największe przeboje roku („Wasted”)              | Nominacja  |

### Polsat SuperHit Festiwal
| Rok  | Kategoria                                                                    | Rezultat   |
| ---- | ---------------------------------------------------------------------------- | ---------- |
| 2015 | Radiowy przebój roku – Super hit FM („Wasted”)                               | 4. miejsce |
| 2016 | Radiowy przebój roku („Heartbeat”)                                           | Nominacja  |
| 2016 | Przebój Faktu – Nagroda specjalna czytelników dziennika „Fakt” („Heartbeat”) | Wygrana    |
| 2017 | Radiowy przebój roku („Cool Me Down”)                                        | Nominacja  |
| 2018 | Radiowy przebój roku („What You Do”)                                         | Nominacja  |
| 2019 | Radiowy przebój roku („In My Cabana”)                                        | Nominacja  |
| 2019 | Radiowy przebój roku („Byle jak”)                                            | Nominacja  |

### Wiktory
| Rok  | Kategoria          | Rezultat  |
| ---- | ------------------ | --------- |
| 2014 | Gwiazda piosenki   | Nominacja |
| 2015 | Artysta sceny roku | Nominacja |

### Róże Gali
| Rok  | Kategoria                                   | Rezultat  |
| ---- | ------------------------------------------- | --------- |
| 2013 | Debiut                                      | Nominacja |
| 2015 | Media                                       | Nominacja |
| 2016 | Muzyka (oraz Matt Dusk; Just the Two of Us) | Wygrana   |

### Kids’ Choice Awards
| Rok  | Kategoria               | Rezultat  |
| ---- | ----------------------- | --------- |
| 2014 | Ulubiona polska gwiazda | Nominacja |
| 2015 | Ulubiona polska gwiazda | Nominacja |
| 2016 | Ulubiona polska gwiazda | Wygrana   |
| 2017 | Ulubiona polska gwiazda | Nominacja |

### Plebiscyt Kobieta Roku Glamour
| Rok  | Kategoria            | Rezultat |
| ---- | -------------------- | -------- |
| 2014 | Kobieta Roku Glamour | Wygrana  |
| 2015 | Fashion Icon         | Wygrana  |

### Glam Awards
| Rok  | Kategoria            | Rezultat  |
| ---- | -------------------- | --------- |
| 2013 | Gwiazda roku         | Nominacja |
| 2013 | Nadzieja roku        | Wygrana   |
| 2013 | Modny debiut Eska.pl | Nominacja |

### Najlepsi roku – Plebiscyt Onet.pl
| Rok  | Kategoria                                      | Rezultat    |
| ---- | ---------------------------------------------- | ----------- |
| 2013 | Artysta roku – Polska                          | 8. miejsce  |
| 2013 | Teledysk roku – Polska („Thank You Very Much”) | 2. miejsce  |
| 2014 | Artysta roku – Polska                          | 8. miejsce  |
| 2014 | Piosenka roku – Polska („Wasted”)              | 5. miejsce  |
| 2015 | Najlepszy artysta – Polska                     | 7. miejsce  |
| 2016 | Artysta roku – Polska                          | 6. miejsce  |
| 2016 | Piosenka roku – Polska („Cool Me Down”)        | 4. miejsce  |
| 2017 | Artysta roku – Polska                          | 9. miejsce  |
| 2017 | Piosenka roku – Polska („What You Do”)         | 10. miejsce |

### Plebiscyty radia RMF FM
| Rok  | Plebiscyt                            | Rezultat    |
| ---- | ------------------------------------ | ----------- |
| 2013 | Przebój lata („Tell Me How Are Ya”)  | 50. miejsce |
| 2013 | Przebój roku („Thank You Very Much”) | 78. miejsce |
| 2014 | Przebój roku („Wasted”)              | 24. miejsce |
| 2014 | Przebój roku („Start a Fire”)        | 34. miejsce |
| 2014 | Top 50 Poplisty („Wasted”)           | 40. miejsce |
| 2015 | Przebój lata („Heartbeat”)           | 12. miejsce |
| 2015 | Przebój roku („Heartbeat”)           | 17. miejsce |
| 2016 | Przebój roku („Cool Me Down”)        | 10. miejsce |
| 2016 | Przebój roku („Elephant”)            | 76. miejsce |
| 2016 | Top 50 Poplisty („Cool Me Down”)     | 43. miejsce |
| 2017 | Przebój roku („What You Do”)         | 33. miejsce |
| 2018 | Przebój roku („Byle jak”)            | 5. miejsce  |
| 2018 | Przebój roku („In My Cabana”)        | 9. miejsce  |
| 2019 | Przebój roku („Tempo”)               | 47. miejsce |
| 2021 | Przebój roku („Tak na oko”)          | 46. miejsce |

### Plebiscyty radia Eska
| Rok  | Plebiscyt                          | Rezultat    |
| ---- | ---------------------------------- | ----------- |
| 2013 | Gorąca 100 („Thank You Very Much”) | 94. miejsce |
| 2014 | Gorąca 100 („Start a Fire”)        | 31. miejsce |
| 2015 | Gorąca 100 („Heartbeat”)           | 27. miejsce |
| 2016 | Gorąca 100 („Cool Me Down”)        | 9. miejsce  |
| 2017 | Gorąca 100 („What You Do”)         | 75. miejsce |
| 2018 | Gorąca 100 („Byle jak”)            | 32. miejsce |
| 2018 | Gorąca 100 („In My Cabana”)        | 56. miejsce |
| 2019 | Gorąca 100 („Tempo”)               | 60. miejsce |

### Plebiscyty radia Zet
| Rok  | Plebiscyt                                    | Kategoria                                                                                | Rezultat     |
| ---- | -------------------------------------------- | ---------------------------------------------------------------------------------------- | ------------ |
| 2013 | Wielkie podsumowanie roku                    | Wokalistka roku                                                                          | Nominacja    |
| 2013 | Wielkie podsumowanie roku                    | Odkrycie roku                                                                            | 3. miejsce   |
| 2013 | Podsumowanie notowań Listy Przebojów         | Najpopularniejsze utwory na Liście Przebojów Radia Zet w 2013 („Thank You Very Much”)    | 26. miejsce  |
| 2014 | Muzyczne podsumowanie roku                   | Wokalistka roku                                                                          | 2. miejsce   |
| 2014 | Muzyczne podsumowanie roku                   | Przebój roku („Wasted”)                                                                  | Wygrana      |
| 2014 | Podsumowanie notowań Listy Przebojów         | Najpopularniejsze utwory na Liście Przebojów Radia Zet w 2014 („Wasted”)                 | 15. miejsce  |
| 2015 | Plebiscyt na przebój 25-lecia Radia Zet      | Przebój 25-lecia („Wasted”)                                                              | Nominacja    |
| 2015 | Plebiscyt na sylwestrowy przebój nr 1        | Sylwestrowy przebój nr 1 („Wasted”)                                                      | 4. miejsce   |
| 2016 | Plebiscyt na sylwestrowy przebój nr 1        | Sylwestrowy przebój nr 1 („Cool Me Down”)                                                | Nominacja    |
| 2016 | Plebiscyt na sylwestrowy przebój nr 1        | Sylwestrowy przebój nr 1 („Heartbeat”)                                                   | Nominacja    |
| 2016 | Podsumowanie notowań Listy Przebojów         | Najpopularniejsze utwory na Liście Przebojów Radia Zet w 2016 („Cool Me Down”)           | 16. miejsce  |
| 2018 | Plebiscyt Radia Zet na przebój wszech czasów | Top 300 ulubionych hitów, bez których słuchacze nie wyobrażają sobie życia („Heartbeat”) | 245. miejsce |

### Inne
| Rok  | Wydarzenie/Konkurs                 | Kategoria                              | Rezultat   |
| ---- | ---------------------------------- | -------------------------------------- | ---------- |
| 2013 | Bałtycki Festiwal Piosenki         | Grand Prix festiwalu                   | 2. miejsce |
| 2014 | Plejada Top Ten 2014               | Debiut roku                            | Nominacja  |
| 2015 | Grube Ryby 2015                    | Przebojowy głos                        | Nominacja  |
| 2015 | Telekamery 2015                    | Muzyka                                 | Nominacja  |
| 2016 | 53. KFPP w Opolu                   | Grand Prix Opola 2016 („Smak radości”) | Nominacja  |
| 2016 | Przebój lata RMF FM i Polsatu      | Przebój lata („Cool Me Down”)          | Top 3      |
| 2017 | Grube Ryby 2017                    | Przebojowy głos                        | Wygrana    |
| 2017 | Przebój lata RMF FM i Polsatu      | Przebój lata („What You Do”)           | Nominacja  |
| 2017 | 54. KFPP w Opolu                   | Nagroda specjalna                      | Wygrana    |
| 2018 | Przebój lata RMF FM i Polsatu      | Przebój lata („Byle jak”)              | Wygrana    |
| 2020 | PL Music Video Awards              | Pop (teledysk do utworu „Nowe Plemię”) | Nominacja  |
| 2021 | Top of the Top Sopot Festival 2021 | Bursztynowy Słowik („Tak na oko”)      | Nominacja  |
| 2024 | ShEO Awards                        | Kultura zaangażowana                   | Wygrana    |
| 2024 | Gala Gwiazd Plejady                | Gwiazda na czasie                      | Nominacja  |